# Hardtech
Hardtech ou Deeptech é um termo que tem sido usado para designar startups e ecossistemas que abraçam sem medo tecnologias complexas ou resolução de problemas de alto impacto. Isso abrange de hardware, biotech, mix de tecnologias exponenciais até software.